# Lena Endesfelder

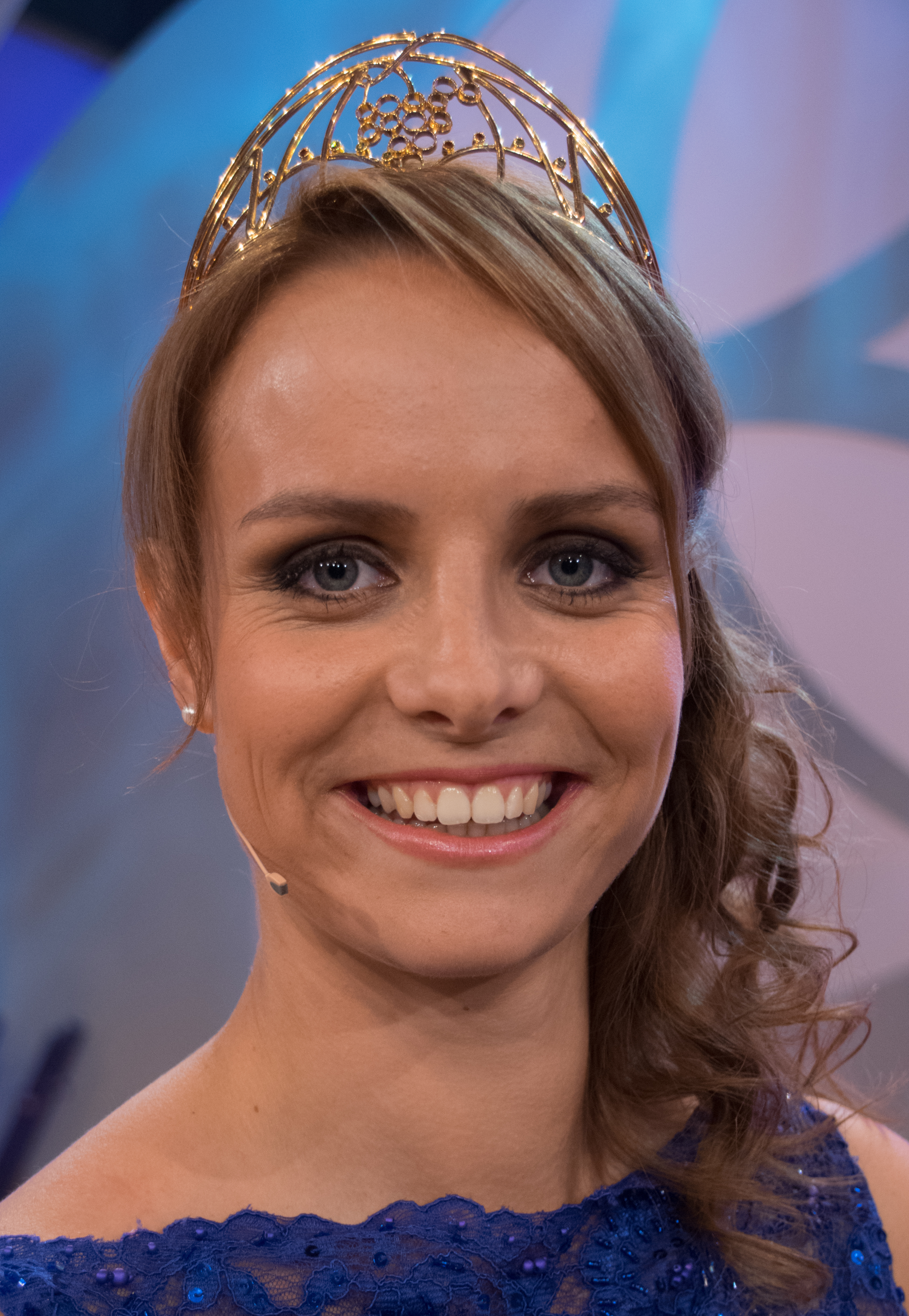
Lena Endesfelder, Deutsche Weinkönigin

Lena Endesfelder (* 30. Dezember 1992) aus Mehring im Weinbaugebiet Mosel in Rheinland-Pfalz war Deutsche Weinkönigin 2016/2017. Sie wurde 2016 in Mainz als Nachfolgerin von Josefine Schlumberger zur 68. Deutschen Weinkönigin gewählt. Sie ist damit die 12. Weinkönigin aus dem Weinbaugebiet Mosel und die dritte Weinkönigin, die aus Mehring stammt. Als Weinprinzessinnen standen ihr während ihrer zwölfmonatigen Amtszeit Christina Schneider aus Nordheim in Franken  und Mara Walz aus Ensingen in Württemberg zur Seite. In jenem Jahr fand die Zeremonie anlässlich des 200-jährigen Bestehens des Weinbaugebiets Rheinhessen ausnahmsweise nicht in Neustadt an der Weinstraße, sondern in der Weinstadt Mainz statt.

## Leben
Lena Endesfelder wohnt in Mehring an der Mosel, wo sie auch aufwuchs. Den Familienbetrieb führt sie gemeinsam mit ihrer Mutter sowie ihrer Schwester. Der Winzerbetrieb der Familie befindet sich bereits in der dritten Generation.
Sie studierte an der Hochschule Geisenheim „Weinbau und Oenologie“ und schloss ihr Studium mit dem akademischen Grad eines „Bachelor of Science“ ab.
Im Finale bei der Wahl zur Weinkönigin 2016 stach sie besonders durch ihre Selbstdarstellung hervor, bei der sie betonte, dass sie nicht nur zupackende Hände, sondern auch „muskulöse und dynamische Steillagen-Waden“ besäße. Obwohl sie sich bei der Bestimmung des Weines vertippte – sie tippte auf einen Riesling anstatt einen Weißburgunder –, gefiel ihre Beschreibung der Jury dennoch: er sei mit „Aromen von Grapefruit, Mango, sowie Pfirsich im Geschmack“.
Sie ist Mitglied der Mehringer Winzer-Tanzgruppe.
Endesfelder wurde am 11. September 2015 zur Gebietsweinkönigin Mosel gewählt. Davor war sie Ortsweinkönigin in ihrem Heimatort Mehring und Weinkönigin der Römischen Weinstraße.

## Bildergalerie zur Wahl zur Weinkönigin

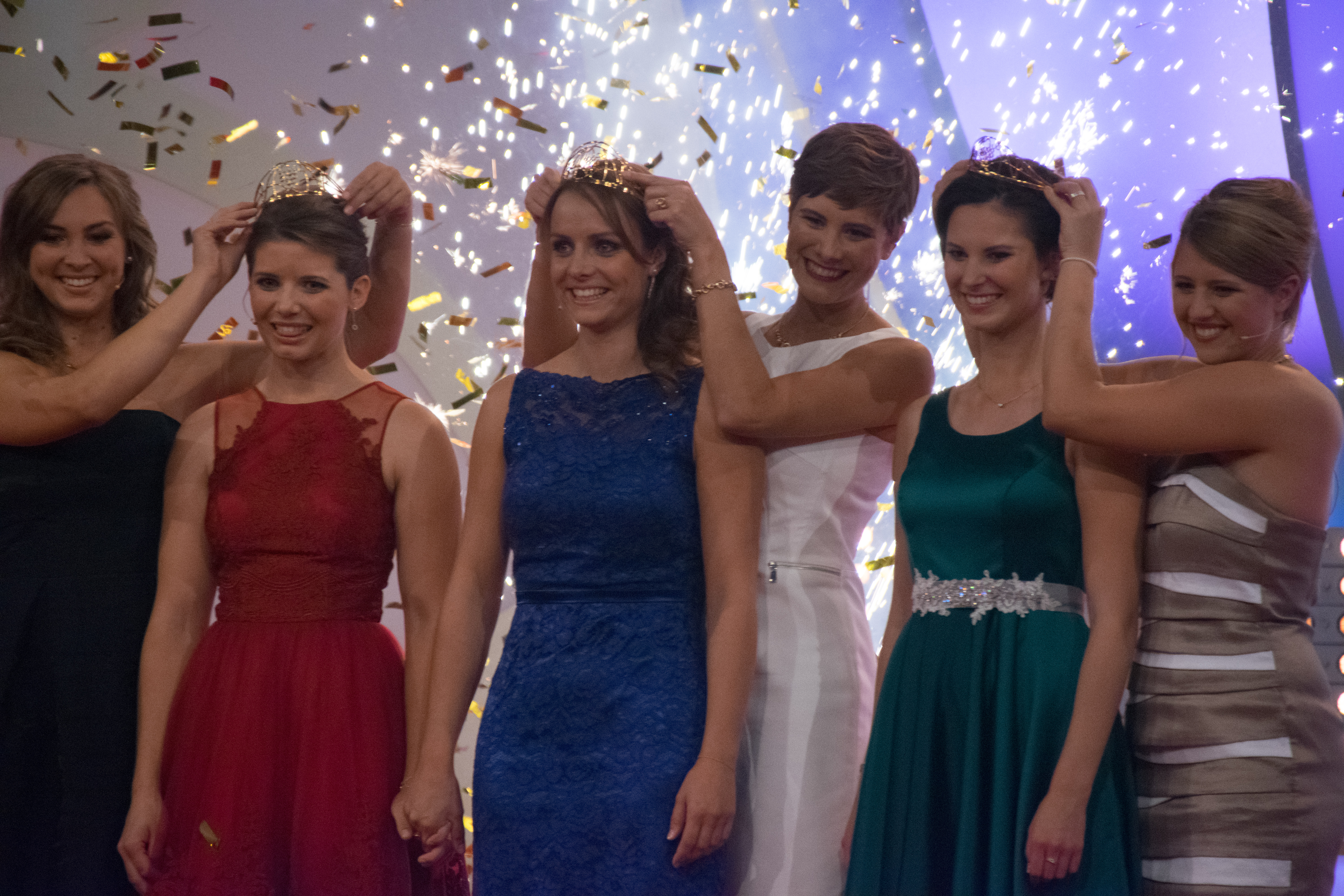
Krönung
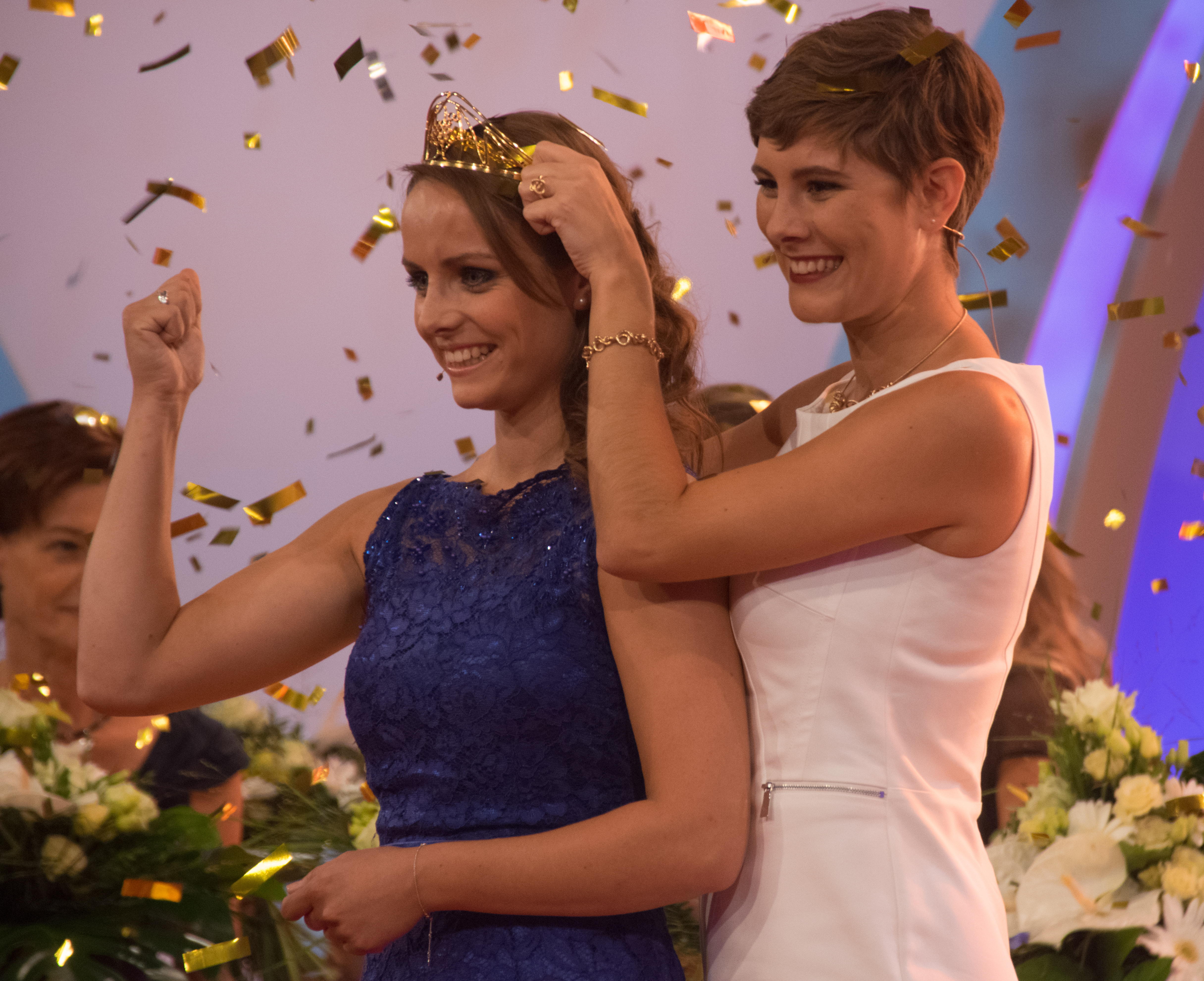
Endesfelder und ihre Vorgängerin, Josefine Schlumberger
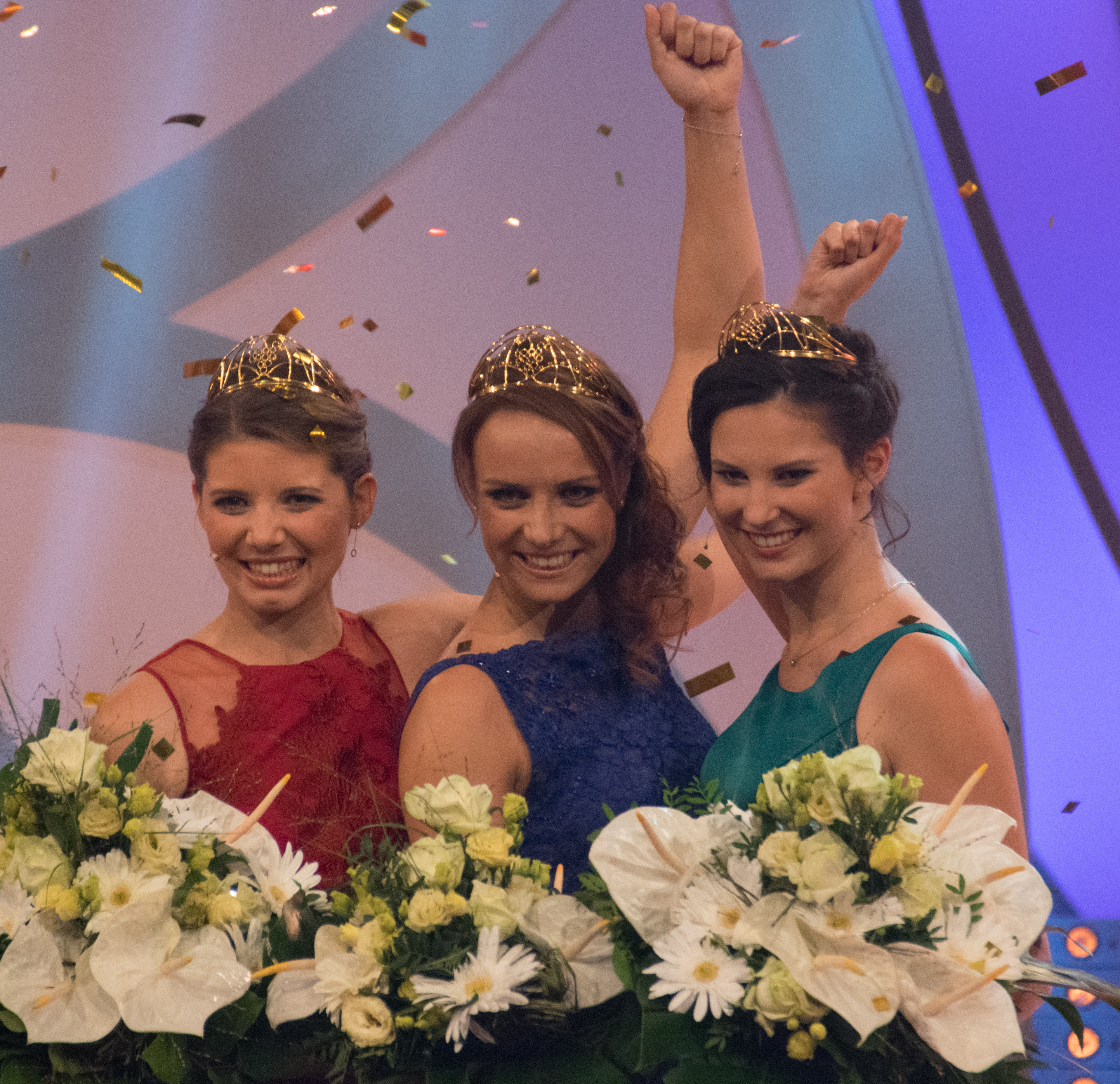
Mara Walz (Württemberg), Lena Endesfelder (Mosel), Christina Schneider (Franken)
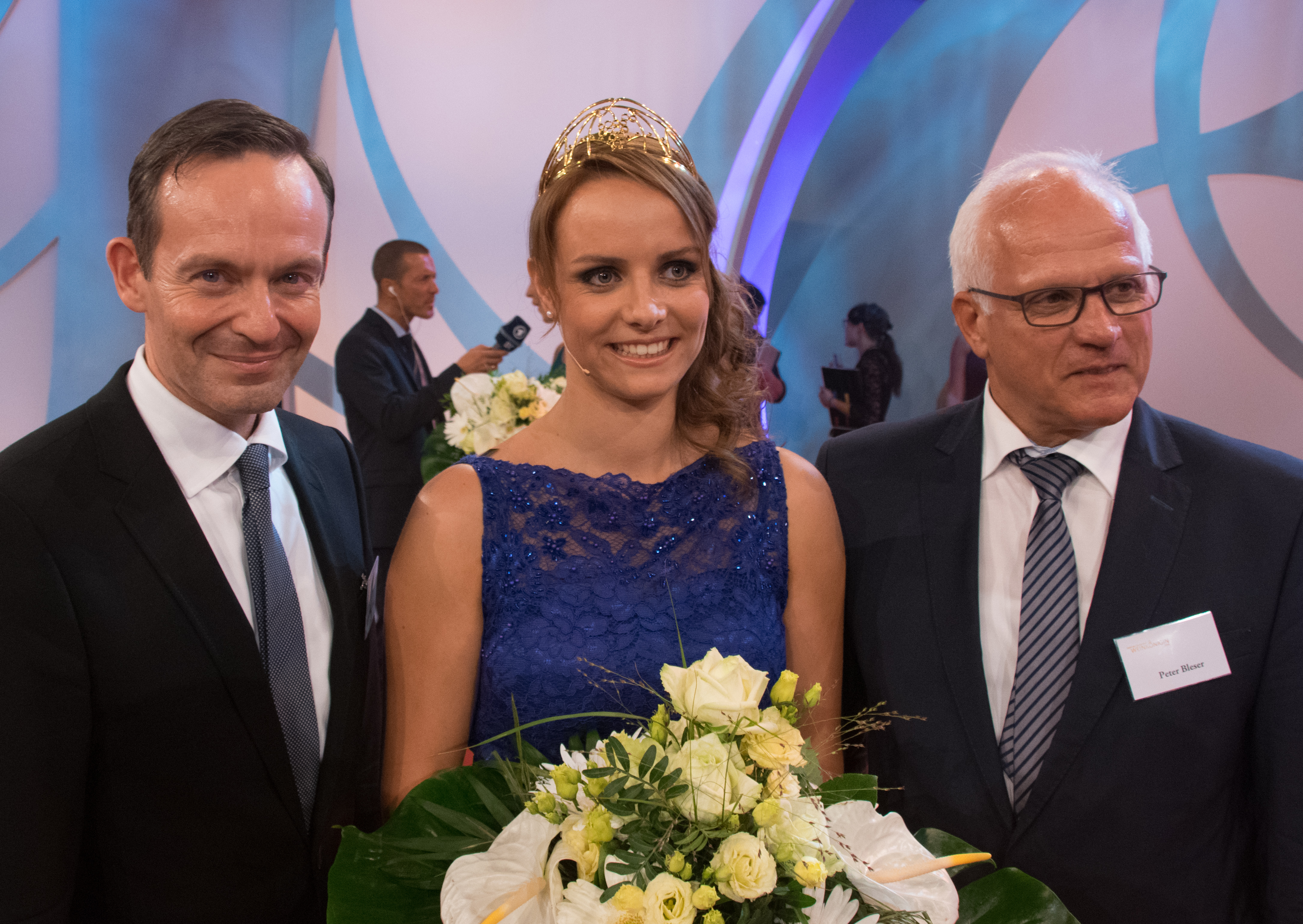
Volker Wissing (rheinland-pfälzischer Weinbauminister), Endesfelder, Peter Bleser (parl. Staatssekretär)
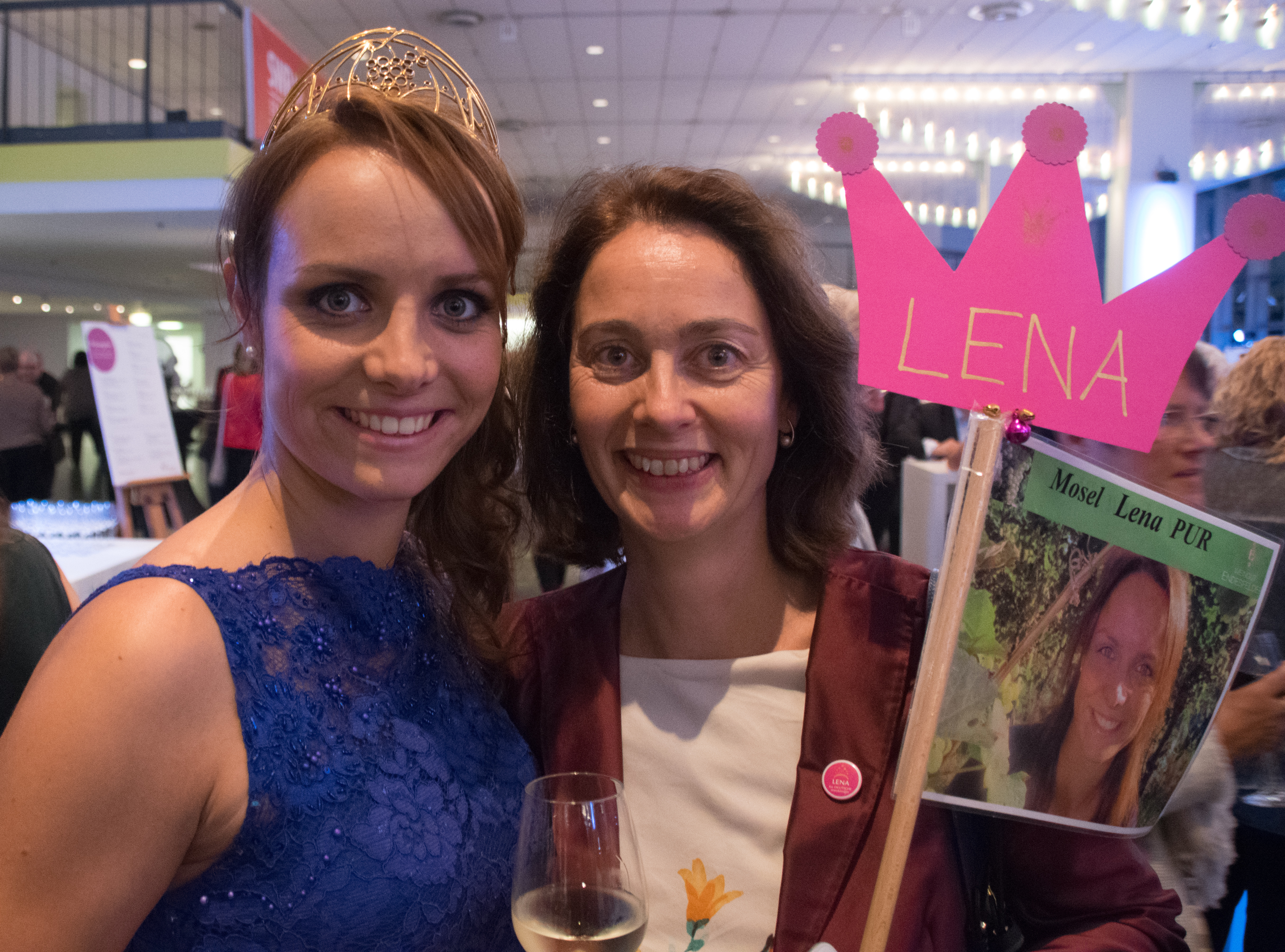
Endesfelder und Katarina Barley